# Sant Joan de Vilatorrada
Sant Joan de Vilatorrada település Spanyolországban, Barcelona tartományban. Lakosainak száma 11 017 fő (2024).

## Földrajza
Sant Joan de Vilatorrada Callús, Santpedor, Sant Fruitós de Bages, Manresa, Fonollosa és Sant Mateu de Bages községekkel határos.

## Testvértelepülések
- Limoux
- El Rubio

## Népesség
A település lakosságának változását az alábbi diagram mutatja:
| Lakosok száma | 113  | 426  | 1706 | 2632 | 7620 | 9854 | 10 779 | 10 733 | 10 936 | 11 017 |
|               | 1717 | 1887 | 1936 | 1960 | 1986 | 2004 | 2009   | 2014   | 2019   | 2024   |